# Slag bij Pavia (tapijtreeks)
De Slag bij Pavia is een reeks van zeven wandtapijten over de gelijknamige veldslag uit 1525. Ze worden bewaard in de Sala dell'Arazzi van het Museo Nazionale di Capodimonte in Napels.

## Opdracht en gebruik
Bernard van Orley ontwierp de kartons en het weven gebeurde in de ateliers van Willem en Jan Dermoyen, zoals blijkt uit hun weversmerk op twee van de tapijten. Zeven voorbereidende schetsen worden bewaard in het Louvre.
Meer dan waarschijnlijk is de Napolitaanse serie deze die keizer Karel V op 2 maart 1531 cadeau kreeg van de Staten-Generaal der Nederlanden in zijn Koudenbergpaleis. Tegen 1533 circuleerde al een repliek.
De reeks werd gebruikt op tal van prestigieuze gelegenheden. In 1549 hing ze in het Paleis van Binche tijdens de festiviteiten rond de erkenning van Filips II van Spanje als troonopvolger. Op 26 februari 1556 decoreerde ze de Aula Magna, opdat de Franse admiraal Gaspard de Coligny, die er namens koning Hendrik II het Bestand van Vaucelles kwam ondertekenen, zou worden herinnerd aan de nederlaag en gevangenname van Frans I.

## Beschrijving
Het thema van de reeks is een overwinning van keizer Karel V op zijn rivaal Frans I van Frankrijk, die al vier maanden het door een Spaans garnizoen verdedigde Pavia belegerde. Een grote keizerlijke legermacht kwam Pavia ontzetten en slaagde erin de Franse koning gevangen te nemen. Traditioneel worden de wandtapijten opgevat als op zichzelf staande scènes met de volgende chronologie:
| Wandkleed | Onderwerp |
| --------- | --- |
|           | Oprukken van het keizerlijk leger en tegenaanval van de Franse cavalerie geleid door Frans I; |
|           | Francesco de Avalos leidt de keizerlijke aanval op de Franse cavalerie en Georg von Frundsberg voert zijn Duitse landsknechten aan tegen de Franse artillerie. |
|           | Gevangenname van Frans I. |
|           | Invasie van het Franse kamp en vlucht van de burgerbevolking. Op de achtergrond het kasteel van Mirabello. |
|           | De Zwitserse piekeniers geven zich over en gooien hun wapens op de grond, doof voor de aansporingen van hun officieren. Hun bevelhebber Johann von Diesbach offreert zijn hals aan een aanstormende ruiter om eervol te sterven. Ondertussen ontvlucht de burgerbevolking het Franse kamp. Een soldaat neemt enkele kippen mee en een bange broeder zet het op een lopen. |
|           | Vlucht van het Franse leger en aftocht van de achterhoede onder hertog Charles IV van Alençon. |
|           | Uitval van de belegerde keizerlijke troepen, die de Zwitserse garde in de Ticino drijven. |

In 2014 is een alternatieve opvatting voorgesteld die de zeven wandtapijten ziet als een aaneensluitend, reusachtig oorlogspanorama.

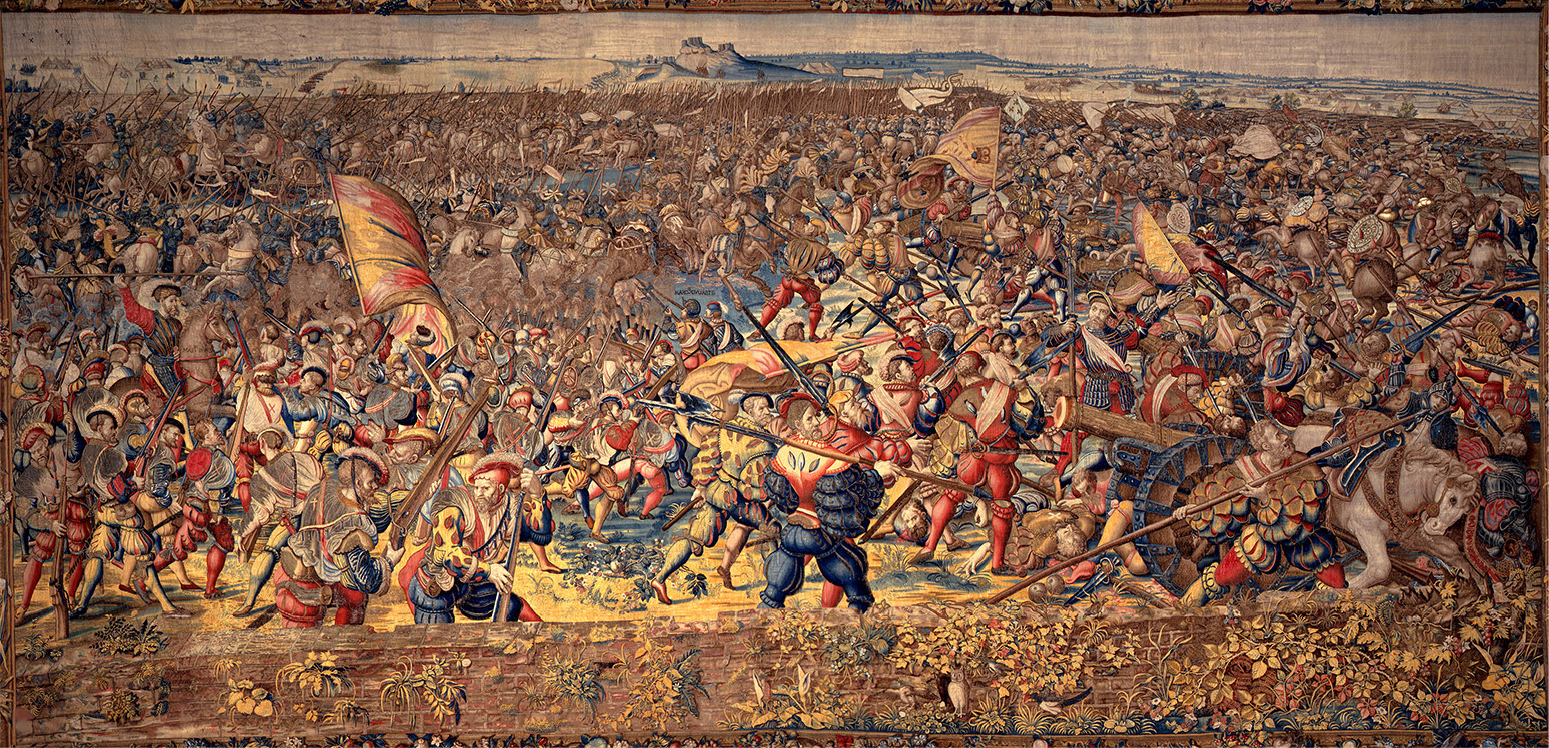
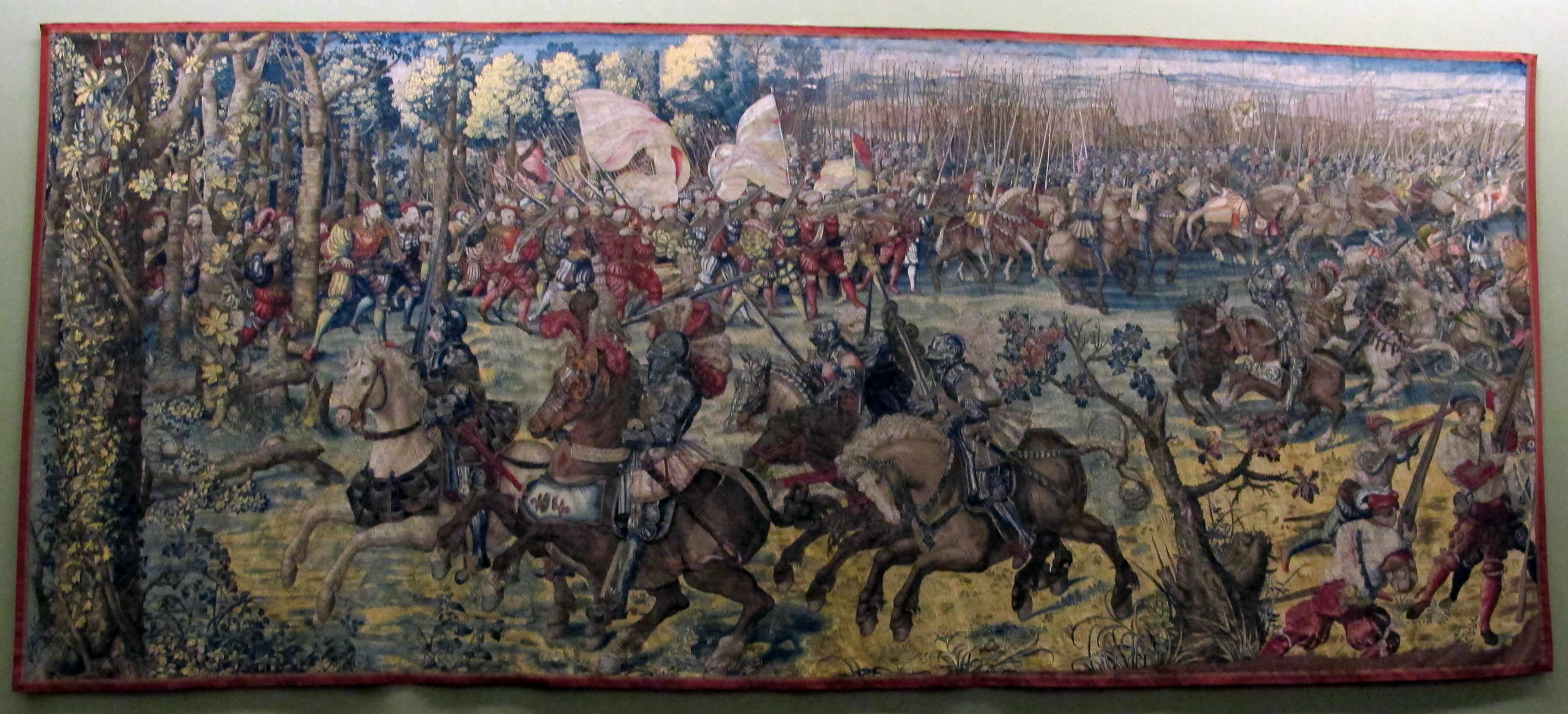
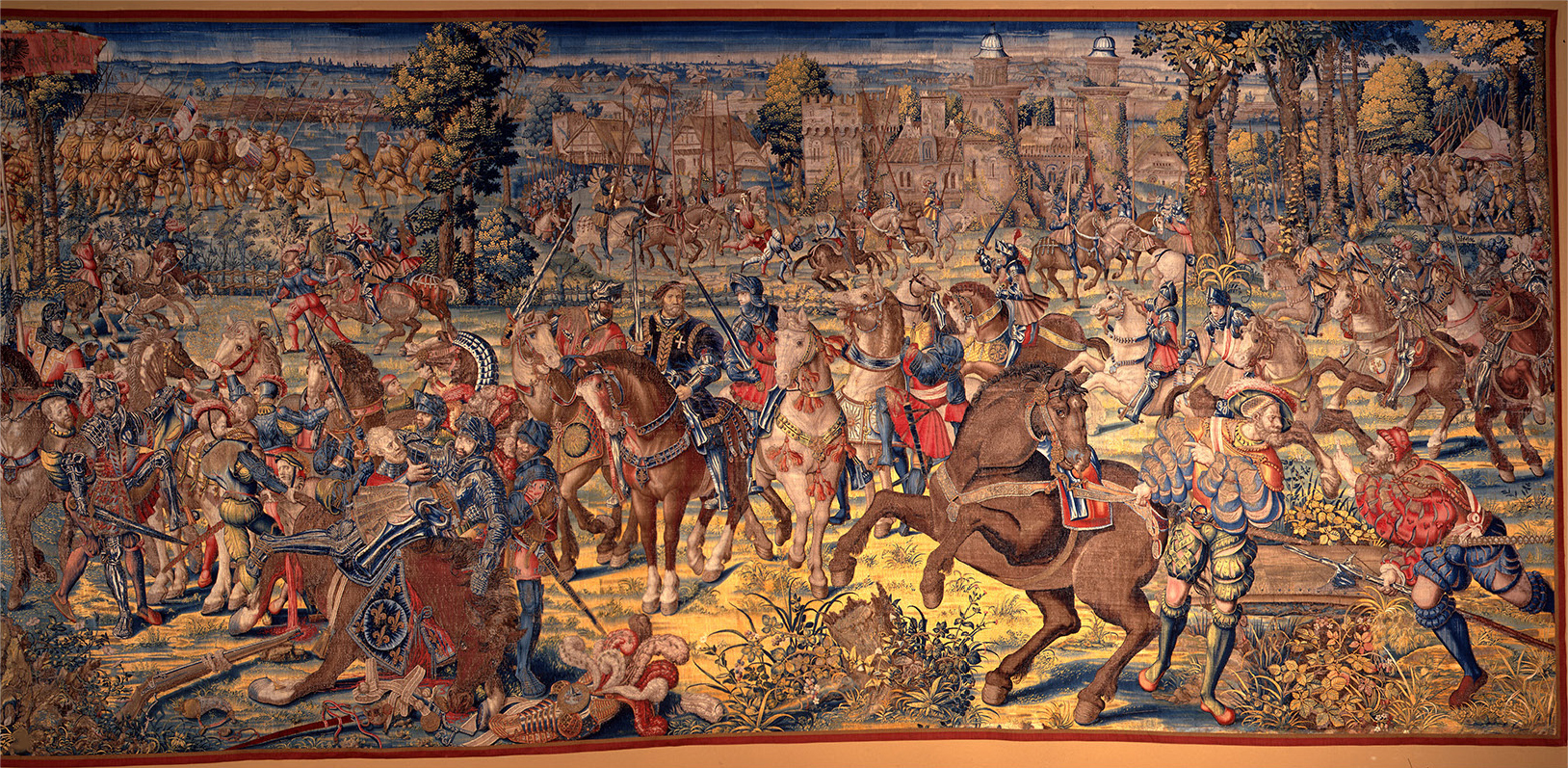
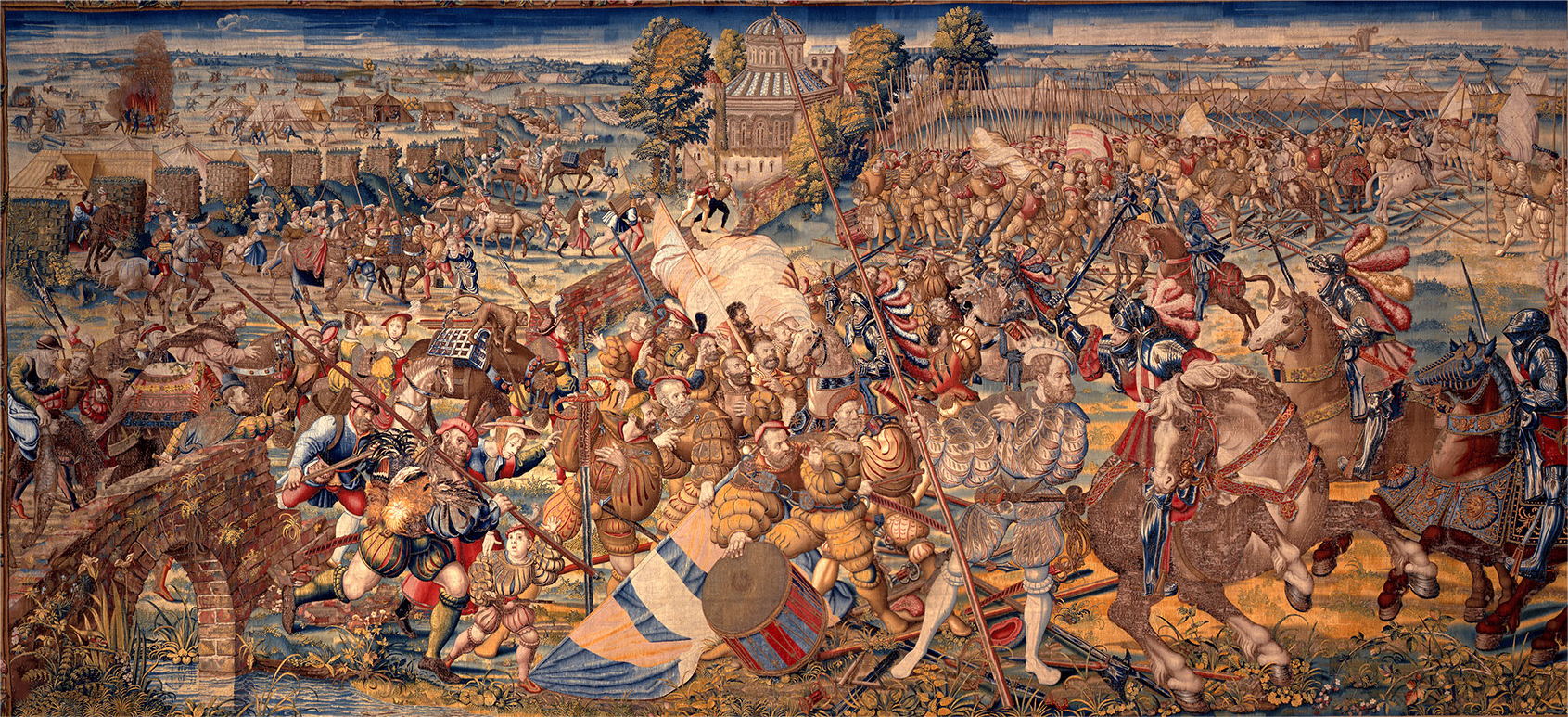
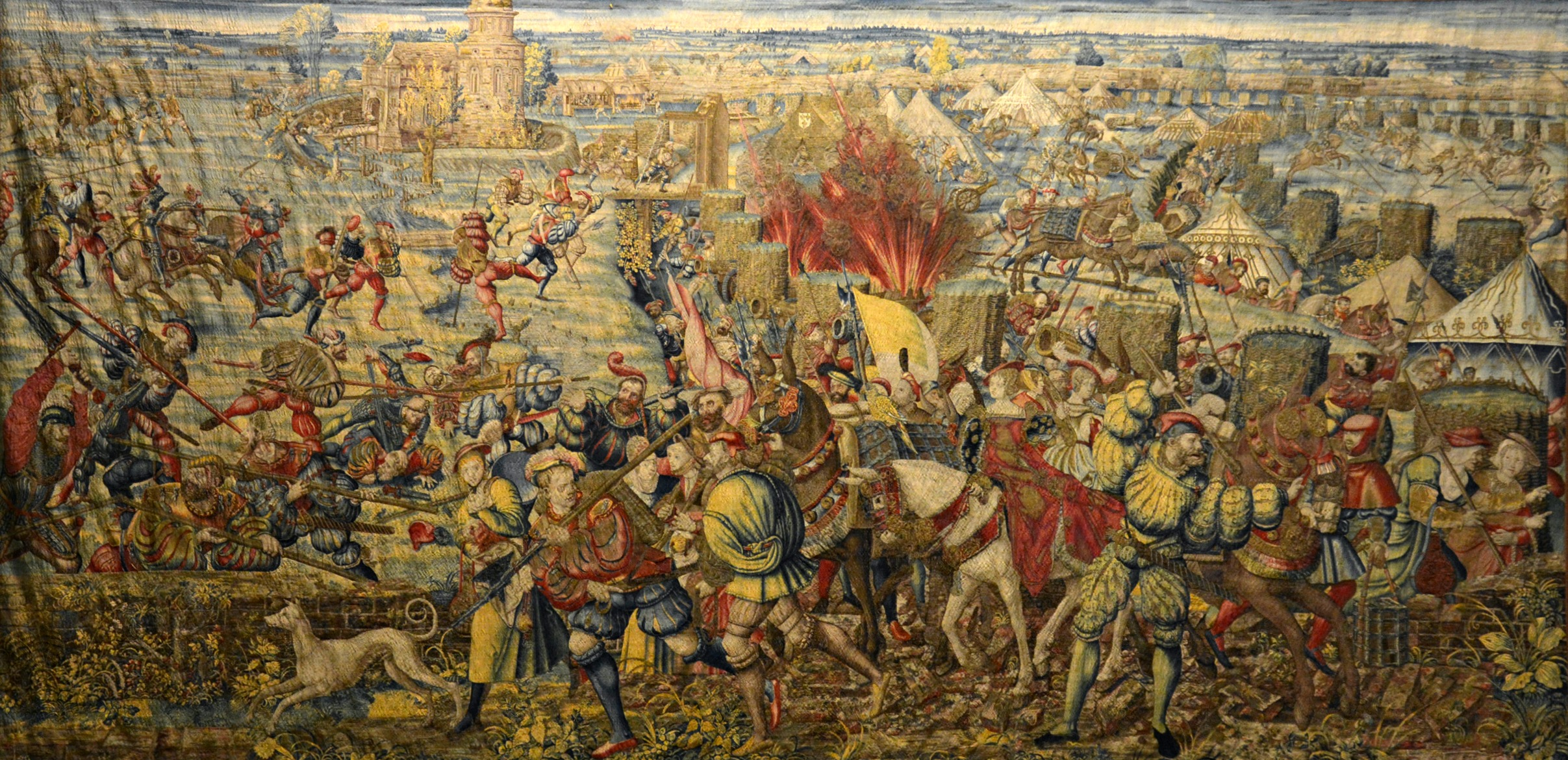
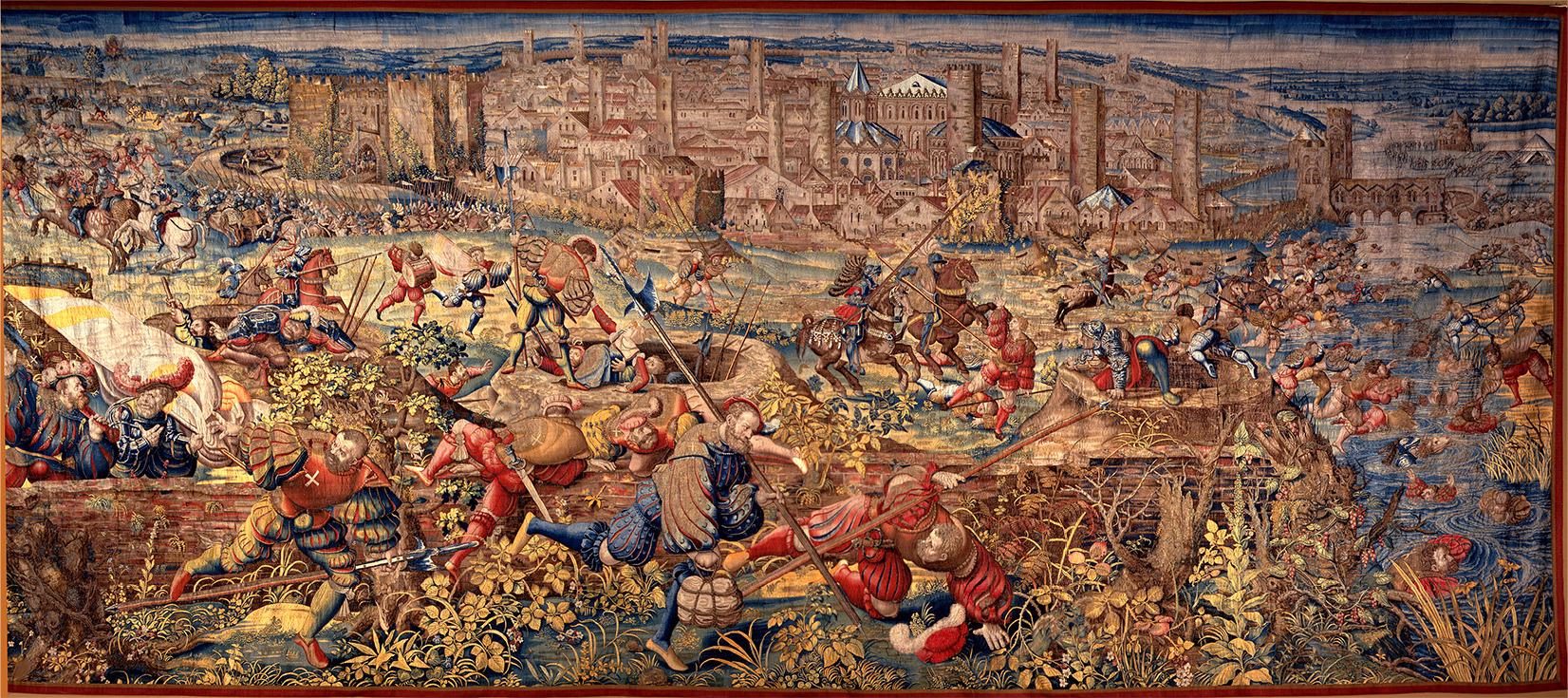
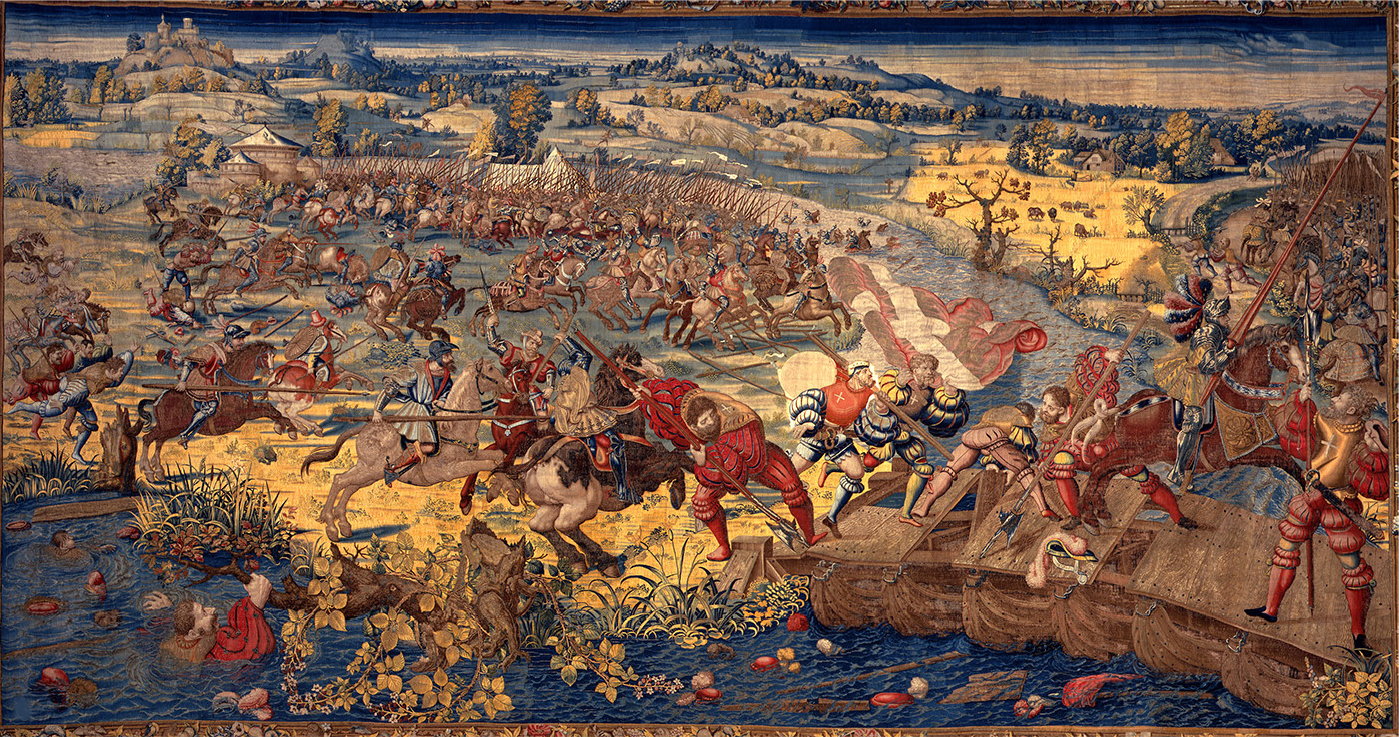

## Voetnoten
1. ↑  Ten selven tyde is oock in deliberatie gestelt, ende gelyck het schynt oock geconsenteert, dat men den keyser soude beschinck met sekere tapisserye die te Bruessel was gemaeckt op den slach van Pavie […]: Root-boeck, 119/16, fol. 99
2. ↑  Micheline Soenen, "Les collections", in: Le palais de Bruxelles. Huit siècles d'art et d'histoire, 1991, p. 134-135
3. ↑  Cecilia Paredes, The Confusion of the Battlefield. A New Perspective on the Tapestries of the Battle of Pavia (c. 1525-1531), in: RIHA Journal, 28 december 2014